# Petrohué
Petrohué (del mapudungun: pltro we ‘lugar de mosquitos (insecto de agua)’) es el principal poblado dentro del parque nacional Vicente Pérez Rosales. Se encuentra en la orilla más occidental del lago Todos los Santos, a 76 km de la ciudad de Puerto Varas, Región de Los Lagos (Chile). Posee una playa de arena volcánica, muy próxima la desembocadura del lago, que corresponde al caudaloso río Petrohué.

## Toponimia
Recibe su nombre del mapudungun pItro-we, lugar de mosquitos (Simulium varipes), insecto de agua

## Poblado
En Petrohue termina el tramo de la ruta CH-225 que se continua en la orilla opuesta del lago, en Peulla, a 20 Millas náuticas. No existe camino terrestre entre estas dos localidades, por lo que se comunican a través de las embarcaciones que cruzan el lago Todos los Santos.

## Atracciones
En la práctica este pequeño poblado funciona como punto de enlace para los turistas que llegan a recorrer el Parque nacional Vicente Pérez Rosales. Este lugar se encuentran las oficinas principales de los guarda parques de CONAF, existe pequeños puestos de comercio básico, el hotel Petrohué Lodge , un museo de historia local y lugares para acampar.
Aguas abajo de Petrohué se encuentran los baños Petrohué.

## Comunicaciones
El poblado posee telefonía celular 2G y 3G de Movistar. Entel y Claro sólo ofrecen voz, no datos. WOM está presente vía roaming nacional.
Existen pequeños autobuses de transporte público que comunican a Petrohúe con las localidades cercanas (enlace roto disponible en Internet Archive; véase el historial, la primera versión y la última)..